# Bratři Lautensackové
Bratři Lautensackové je název dobového románu Liona Feuchtwangera, který byl původně (1941) napsán jako divadelní hra. První anglické vydání románu vyšlo v roce 1943 v New Yorku.

## Synopse
Román vypráví příběh telepata, jasnovidce a oficiálního proroka nacistické strany Oskara Lautensacka, který se v rychlém sledu událostí stal Hitlerovým poradcem. Během setkání s náčelníkem štábu SA Oskar předpověděl požár Reichstagu. Ješitný jasnovidec uvízne mezi očekáváním mocných a svými soukromými zájmy, proto je na příkaz nejvyšších autorit zavražděn.
Román mapuje skutečné události z přelomu let 1932 a 1933 ve fiktivním příběhu dvou bratrů Lautensackových: Oskara, jasnovidce a oficiálního proroka strany, a Hansjörga, vedoucího cenzorského úřadu. Stejně jako ve Feuchtwangerově románu Úspěch je několik postav v Bratřích Lautensackových viditelně založeno na historických postavách. Postava Oskara ztělesňuje životní příběh okultisty Erika Jana Hanussena, který byl zavražděn v roce 1933. Postava náčelníka štábu SA Manfreda Proella jasně připomíná Ernsta Röhma, Proellův důvěrník hrabě Ulrich Zinsdorff se silně podobá Wolf-Heinrichu von Helldorffovi. Adolf Hitler a Paul von Hindenburg vystupují pod svými skutečnými jmény (v románu Úspěch vystupuje Adolf Hitler jako Rupert Kutzner).
Na druhou stranu se děj románu od historické reality výrazně odchyluje. Židovský novinář vystupuje jako intelektuální protivník jasnovidce Oskara, jenž v příběhu Židem není, zatímco Hanussen byl židovského původu a neměl žádného bratra. Oskarův bratr Hansjörg Lautensack se v románu dostává do funkce šéfa říšského tisku, kterou ve skutečnosti zastával Otto Dietrich.

## Příběh knihy
V roce 1941 předložil Feuchtwanger rukopis hry Die Zauberer newyorskému nakladatelství Viking Press, hra ale přijata nebyla. Feuchtwanger se divadelním zpracováním už dále nezabýval, pozměnil výchozí materiál a dle něj napsal román, který vydalo nakladatelství Viking Press v roce 1943 s názvem Double, Double Toil and Trouble. Tento název byl převzat z refrénu písně čarodějnic Shakespearova dramatu Mackebeth. Z honoráře za knihu si Feuchtwanger, jenž žil v exilu, koupil vilu Auroru (Villa Aurora) v Pacific Palisades. Vila se později stala kulturní památkou německého exilu v Kalifornii.
Ve témže roce (1943) román publikovalo nakladatelství Hamish Hamilton v Londýně pod názvem The Brothers Lautensack – anglicky. Poté toto nakladatelství vydalo knihu i v němčině (1944). Pozdější německy psané vydání z roku 1956 neslo název Die Zauberer, ale následující německá vydání se vrátila k názvu Die Brüder Lautensack.
- Double, Double Toil and Trouble, New York: The Viking Press, 1943
- The Brothers Lautensack, Londýn: Hamish Hamilton, 1943
- Die Brüder Lautensack, Londýn: Hamish Hamilton, 1944
- Die Zauberer, Rudolstadt: Greifenverlag, 1956

Román pod názvem Bratři Lautensackové přeložil do češtiny František Swidzinski a v roce 1970 vyšla kniha potřetí.

## Film
Román byl zfilmován v letech 1971–1972 společností DEFA ve spolupráci s východoněmeckou státní televizí. Film režíroval Hans Joachim Kasprzik, ve větších rolích si zahráli: Horst Schulze, Petra Hinze, Ctibor Filčík, Klaus Piontek, Rolf Hoppe a Hannjo Hasse. Třídílný televizní film byl poprvé odvysílán ve dnech 18., 20. a 22. března 1973 východoněmeckou televizí.